# Groupe de NGC 3987
Le groupe de NGC 3987 comprend au moins cinq galaxies situées dans les constellations du Lion et de la Chevelure de Bérénice. La distance moyenne entre ce groupe et la Voie lactée est d'environ 70,4 Mpc (∼230 millions d'al). 

## Membres
Le tableau ci-dessous liste les cinq galaxies du groupe indiquées dans l'article de A.M. Garcia paru en 1993.
Trois des galaxies de ce groupe sont placées dans un autre groupe par Abraham Mahtessian, le groupe de NGC 4007. Ce sont les galaxies NGC 3987, NGC 4007 (désigné NGC 4005 dans l'article) et NGC 4022. 
| Nom      | Constellation         | Class.  | Type         | α (J2000.0)   | δ (J2000.0) | Vitesse radiale (km/s) | m    | Distance (Mpc) | Diamètre (kal) |
| -------- | --------------------- | ------- | ------------ | ------------- | ----------- | ---------------------- | ---- | -------------- | -------------- |
| NGC 3987 | Lion                  | Sb      | Spirale      | 11h 57m 20.9s | 25° 11′ 43″ | 4502 ± 5               | 12,9 | 70,9 ± 5,0     | 168            |
| NGC 4000 | Lion                  | Sc      | Spirale      | 11h 57m 57.0s | 25° 04′ 40″ | 4540 ± 3               | 14,6 | 71,5 ± 5,0     | 60             |
| NGC 4007 | Lion                  | Sb      | Spirale      | 11h 58m 10.1s | 25° 07′ 20″ | 4453 ± 2               | 13,1 | 70,2 ± 4,9     | 92             |
| NGC 4018 | Chevelure de Bérénice | Sab     | Spirale      | 11h 58m 40.7s | 25° 18′ 59″ | 4484 ± 4               | 13,8 | 70,7 ± 5,0     | 118            |
| NGC 4022 | Chevelure de Bérénice | SAB0^0? | Lenticulaire | 11h 59m 01.0s | 25° 13′ 22″ | 4352 ± 1               | 13,0 | 68,7 ± 4,8     | 89             |

Le site DeepskyLog permet de trouver aisément les constellations des galaxies mentionnées dans ce tableau ou si elles ne s'y trouvent pas, l'outil du site constellation permet de le faire à l'aide des coordonnées de la galaxie. Sauf indication contraire, les données proviennent du site NASA/IPAC.